# Fidena zonalis
Fidena zonalis är en tvåvingeart som beskrevs av Krober 1931. Fidena zonalis ingår i släktet Fidena och familjen bromsar. Inga underarter finns listade i Catalogue of Life.